# Interviú
Interviú – hiszpańskie czasopismo, które zaczęło ukazywać się po zniesieniu cenzury w czasach dyktatury Francisco Franco. Jego zadaniem było publikowanie nieskrępowanych wypowiedzi politycznych i dostarczenie czytelnikom zdjęć roznegliżowanych kobiet. 